# こんなところで裏切り飯
『こんなところで裏切り飯』（こんなところでうらぎりめし）は、2024年1月19日（18日深夜）から3月22日（21日深夜）まで中京テレビの制作により、一部日本テレビ系列で放送されたテレビドラマ。主演は志田彩良と伊武雅刀。
豪腕社長・榊原総一朗に秘書・小野寺真理子が、予想を裏切り、期待を超える美味しさの「裏切り飯」を紹介していく姿を描く。登場する店は全て実在する飲食店で撮影されている。
系列局の秋田放送 の田村誉主在アナと太田英梨花アナ、ミヤギテレビの武田玲子アナ、南海放送 の高野真子アナが、それぞれ各県の「裏切り飯」放送回に出演している。
また、TVerオリジナルコンテンツとして、「グルメ旅YouTube しやごちゃんねる」とのコラボ動画を「しやごちゃんの 裏切り飯 聖地巡礼 Vlog」と題して配信した。
本作品の続編であり全国版として『こんなところで裏切り飯 〜嵐を呼ぶ七人の役員〜』が2025年1月16日（15日深夜）から日本テレビ系「水曜プラチナイト」枠で放送中。

## キャスト

### 主要人物
小野寺真理子
演 - 志田彩良（小学生時代：鈴木咲）
「榊原ホテルグループ」の社長秘書。前任の産休代理を務める「謎の女性」。
榊原総一朗
演 - 伊武雅刀
全国にホテルを展開する「榊原ホテルグループ」を一代で築いた豪腕社長。
日本全国のグルメを食べ尽くしたためか、何を食べても感動しないのが最近の悩み。

### 「榊原ホテルグループ」
成本秀平
演 - 梅田誠弘
最年少の取締役。榊原の右腕として活躍し、社内で唯一、榊原に物怖じせずに会話できる。後輩社員にも慕われる。
山本玲奈
演 - 吉田有希
秘書課の先輩社員。仕事よりプライベートが大事な「キラキラ系女子」。
宇佐美由佳
演 - 大熊杏優
新入社員で秘書課最年少。マイペースな性格で課のムードメーカー。
副島次郎
演 - 川島潤哉
秘書課長。真理子たちの上司。社内で最も榊原を恐れて忖度の連続で、本心を見せずに業務に徹している。

### ゲスト

#### 第1話
社員
演 - 野澤剣人、筒井俊作、しやご
社長に業務報告をする社員たち。
「ラ・セーラ」の店員
演 - 高野真子（南海放送アナウンサー）
真理子たちが訪れ、グラタンを食べる店の店員。

#### 第2話
長野支社の社員
演 - 松島庄汰、安藤理樹、加藤夏子
社長に新規事業のプレゼンをする若手社員たち。

#### 第3話
根本
演 - 山口森広
水戸支社の社員。
「バンセンストア」の店員
演 - 小林アリス
タイ語を話す店員。タイ語で真理子とやりとりする。

#### 第4話
秋田支社の社員
演 - 大村わたる、久保田武人
業務報告の後で社長から何かはまってるものはないかと聞かれ、「裏切り飯」のSNSについて話している。
「ゼッキーニ」店主
演 - 板倉武志
社長からピッツァの大会で優勝した時のことなどの雑談を持ちかけられる。
「ゼッキーニ」の客
演 - 田村誉主在（秋田放送アナウンサー）、太田英梨花（秋田放送アナウンサー）
ピッツァを食べた時の真理子の派手なリアクションを見て一瞬固まってしまう。

#### 第5話
小野寺賢一
演 - 笠原秀幸
真理子の父親。
寺岡理総
演 - 北原里英（第6話）
「寺岡プランニング」社長。榊原総一朗の娘。突然真理子の前に現れ「榊原社長に会いたい」と願い出る。

#### 第7話
三浦
演 - 岡嶋秀昭
「榊原ホテル広島」支配人。

#### 第8話
「imosen」の店員
演 - 武田玲子（宮城テレビ放送アナウンサー）
真理子たちが訪れ、蕎麦を食べる店の店員。

#### 第9話
Mr.Jasmine
演 - LIKIYA（THE RAMPAGE）
世界的に人気の炎上系インフルエンサー。榊原ホテルの「今回の騒動」を聞きつけ、動画制作のため榊原ホテルに宿泊する。

#### 最終話
「珈琲 天国」の店員
演 - 斉藤千穂
総一朗が真理子を案内し、ホットケーキを食べる店の店員。

## スタッフ
- 脚本 - ガクカワサキ[19]
- 演出 - 宮岡太郎、大金康平、田中章一[19]
- オープニングテーマ - 春野「Saint」（Victor Entertainment / Suppage Records）[20]
- エンディングテーマ -  日食なつこ「appetite」（LD&K Records）[21]
- プロデューサー - 浅田大道（中京テレビ）、山本喜彦、森一季[19]
- 制作 - MMJ[19]
- 製作著作 - 中京テレビ放送[19]

## 放送日程
| 話数   | 放送日  | サブタイトル                                                 | 演出     | 登場する店                                    |
| ------ | ------- | ------------------------------------------------------------ | -------- | --------------------------------------------- |
| 第1話  | 1月19日 | 愛媛・松山でグラタン!?                                       | 宮岡太郎 | 松山市「ラ・セーラ」                          |
| 第2話  | 1月26日 | 長野・諏訪湖でジンギスカン                                   | 宮岡太郎 | 岡谷市「焼肉縁結」                            |
| 第3話  | 2月02日 | 茨城・水戸でガパオライス                                     | 大金康平 | 水戸市「バンセンストア」                      |
| 第4話  | 2月09日 | 秋田の市場でピッツァ                                         | 田中章一 | 秋田市「ゼッキーニ」                          |
| 第5話  | 2月16日 | 福岡のハンバーグが教える真理子の過去                         | 宮岡太郎 | 福岡市中央区「ドンキホー亭」                  |
| 第6話  | 2月23日 | 横浜中華街のナポリタンが動かす親子の時間                     | 大金康平 | 横浜市中区「長崎屋」                          |
| 第7話  | 3月01日 | 広島でカツ丼!?裏切り飯が仲間を救う!                          | 宮岡太郎 | 呉市「田舎洋食 いせ屋」                       |
| 第8話  | 3月08日 | 仙台で朝からそば!?「裏切り者」と「裏切り飯」                 | 田中章一 | 仙台市青葉区「imosen」                        |
| 第9話  | 3月15日 | 日本といえば…だしまき玉子!? 炎上インフルエンサーVS榊原ホテル | 大金康平 | 東京都西多摩郡奥多摩町 「卵道（ランウェイ）」 |
| 最終話 | 3月22日 | 送別会でホットケーキ                                         | 宮岡太郎 | 東京都台東区「珈琲 天国」                     |

## 放送局
| 放送期間                  | 放送時間                     | 放送局         | 対象地域   | 備考   |
| ------------------------- | ---------------------------- | -------------- | ---------- | ------ |
| 2024年1月19日 - 3月22日   | 金曜 1:04 - 1:34（木曜深夜） | 中京テレビ     | 中京広域圏 | 製作局 |
| 2024年1月24日 - 3月27日   | 水曜 1:24 - 1:54（火曜深夜） | 秋田放送       | 秋田県     |        |
| 2024年1月27日 - 3月30日   | 土曜 16:30 - 17:00           | ミヤギテレビ   | 宮城県     |        |
| 2024年1月28日 - 3月31日   | 日曜 1:25 - 1:55（土曜深夜） | 南海放送       | 愛媛県     |        |
| 2024年1月30日 - 4月2日    | 火曜 0:59 - 1:29（月曜深夜） | 長崎国際テレビ | 長崎県     |        |
| 2024年11月30日 - （予定） | 土曜 10:00 - 10:30           | 福島中央テレビ | 福島県     |        |

### ネット配信
| 配信開始月 | 配信サイト | 配信料金     | 備考           |
| ---------- | ---------- | ------------ | -------------- |
| 2024年1月  | TVer       | 広告付き無料 | 見逃し配信     |
| 2024年1月  | Locipo     | 広告付き無料 | 見逃し配信     |
| 2024年1月  | U-NEXT     | 定額制有料   | 独占見放題配信 |
| 2024年1月  | Hulu       | 定額制有料   | 独占見放題配信 |
| 2024年1月  | Lemino     | 定額制有料   | 独占見放題配信 |